# Brandraam
Een brandraam is een rek of stelling waarin lampen en/of voorschakelapparaten kunnen worden gemonteerd, om deze te ouderen. Deze ramen worden gebruikt door onder andere lampenfabrikanten als Philips en Osram om lampen en/of voorschakelapparaten te ouderen, om op gezette tijden onder andere de lichtopbrengst te kunnen bepalen. Uiteindelijk kan door het ouderen op een brandraam ook de levensduur van de lampen en/of voorschakelapparaten bepaald worden. Om de praktijk beter na te bootsen worden veel lampen op brandramen geschakeld bedreven. Een veel gebruikte schakelcyclus op brandramen is de 11-1 cyclus. Dit houdt in dat de lampen 11 uur branden en vervolgens 1 uur niet branden. Vervolgens wordt de cyclus herhaald. 
De bekendste locatie van brandramen is de lichttoren in Eindhoven. Hierin stonden vroeger tientallen brandramen om vele honderden natriumlampen te ouderen. Het licht van deze brandramen was vroeger vanuit een groot deel van Eindhoven te zien.